# Małgorzata Morsztyn
Małgorzata Sylwia Morsztyn-Hoppe (ur. 27 lipca 1970 we Wrocławiu) – polski jeździec, zawodnik, trener i szkoleniowiec jeździectwa.

## Kariera jeździecka
Przez wiele lat była członkiem reprezentacji Polski w ujeżdżeniu. Wielokrotna medalistka mistrzostw Polski w tej dyscyplinie, była również finalistką Pucharu Świata w Danii w 2001 roku.

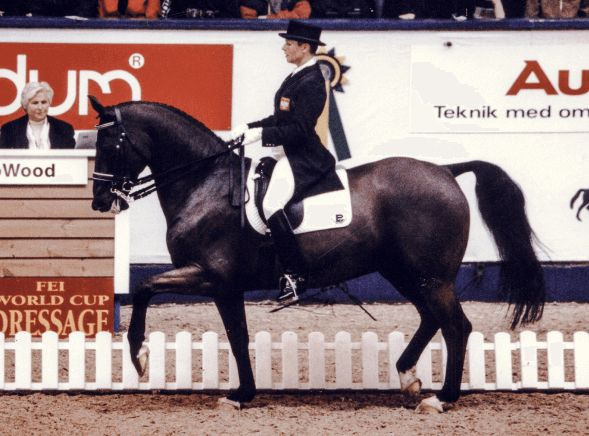
Małgorzata Morsztyn podczas Finału Pucharu Świata 2001.

## Praca zawodowa
Jako trener i szkoleniowiec w swojej pracy bazuje głównie na zasadach treningu klasycznego opartego na anatomii, fizjologii, biomechanice i behawiorze konia. Traktuje konia jako indywidualną istotę. Swoją pracę opiera również na sześciostopniowej skali wyszkolenia oraz wykorzystuje elementy szkolenia naturalnego. Od 2024 roku stacjonuje w Centrum Hipiki w Jaszkowie.

## Osiągnięcia
| Wynik      | Ujeżdżenie                                                                     | Koń           | Rok  |
| ---------- | ------------------------------------------------------------------------------ | ------------- | ---- |
| 1 miejsce  | Mistrzostwa Polski Młodych Koni w kategorii Sześciolatków Hodowli Zagranicznej | Rio Grande    | 2004 |
| 11 miejsce | Finał Pucharu Świata Dania                                                     | Donostio      | 2001 |
| 3 miejsce  | Mistrzostwa Polski Młodych Koni w kategorii Championat Koni Pięcioletnich      | Temida        | 2001 |
| 1 miejsce  | Mistrzostwa Polski Seniorów                                                    | Donostio      | 2000 |
| 2 miejsce  | Mistrzostwa Polski Młodych Koni w kategorii Championat Koni Czteroletnich      | Temida        | 2000 |
| 2 miejsce  | Mistrzostwa Polski Młodych Koni w kategorii Championat Koni Pięcioletnich      | Karat         | 2000 |
| 1 miejsce  | Halowe Mistrzostwa Polski Seniorów                                             | Odysej        | 1999 |
| 1 miejsce  | Mistrzostwa Polski Młodych Koni w kategorii Championat Koni Czteroletnich      | Karat         | 1999 |
| 3 miejsce  | Mistrzostwa Polski Młodych Koni w kategorii Championat Koni Pięcioletnich      | Amur          | 1999 |
| 2 miejsce  | Mistrzostwa Polski Seniorów                                                    | Donostio      | 1999 |
| 3 miejsce  | Mistrzostwa Polski Seniorów                                                    | Donostio      | 1998 |
| 6 miejsce  | Mistrzostwa Polski Młodych Koni w kategorii Championat Koni Czteroletnich      | Arcymistrz    | 1997 |
| 7 miejsce  | Mistrzostwa Polski Młodych Koni w kategorii Championat Koni Czteroletnich      | Dubaj         | 1997 |
| 2 miejsce  | Mistrzostwa Polski Młodych Koni w kategorii Championat Koni Pięcioletnich      | Scarlet       | 1997 |
| 2 miejsce  | Halowe Mistrzostwa Polski                                                      | Gran Scirocco | 1996 |
| 4 miejsce  | Mistrzostwa Polski Seniorów                                                    | Lauser        | 1996 |
| 2 miejsce  | Mistrzostwa Polski Młodych Koni w kategorii Championat Koni Pięcioletnich      | Tender        | 1996 |
| 2 miejsce  | Halowe Mistrzostwa Polski Seniorów                                             | Dioksan       | 1995 |
| 2 miejsce  | Mistrzostwa Polski Młodych Koni w kategorii Championat Koni Czteroletnich      | Tender        | 1995 |
| 1 miejsce  | Mistrzostwa Polski Młodych Koni w kategorii Championat Koni Czteroletnich      | Kant          | 1994 |
| 1 miejsce  | Mistrzostwa Polski Młodych Koni w kategorii Championat Koni Sześcioletnich     | Ornament      | 1994 |
| 2 miejsce  | Mistrzostwa Polski Młodych Koni w kategorii Championat Koni Pięcioletnich      | Kankan        | 1994 |

Źródła: Fédération Equestre Internationale Statistics Dressage, Ludowy Klub Jeździecki Lewada.